# Julio Puyol
Julio Puyol y Alonso, född 15 juni 1865 i León, död 15 juni 1937 i Madrid, var en spansk historiker.
Puyol var utbildad jurist och tilldelades många uppdrag på det sociala området. Hans vetenskapliga författarskap omfattar dels en rad skrifter om samhällsfrågor, som El arbitraje voluntario, dels ett antal arbeten om den spanska medeltiden och storhetstidens historia och litteratur. Av dessa kan nämnas El arcipreste de Hita (1906), La crónica popular del Cid (1911), utgåvor av Cantar de gesta de don Sancho II de Castilla (1911), av tjuvromanen La picara Justina (1912) och av Crónicas anónimas de Sahagún (1920). Han utgav även en spansk översättning (1917) av Erasmus av Rotterdam Laus stultitiæ och tillsammans med Adolfo Bonilla författade han den historiska romanen La hosteria de Cantillana (1902).